# Бейнеуський район
Бейне́уський район (каз. Бейнеу ауданы, рос. Бейнеуский район) — адміністративна одиниця у складі Мангистауської області Казахстану. Адміністративний центр — село Бейнеу.

## Населення
Населення — 70585 осіб (2021; 46937 у 2009, 26548 у 1999, 23430 у 1989).
Національний склад (станом на 2016 рік):
- казахи — 64314 осіб (99,03 %)
- каракалпаки — 316 осіб
- узбеки — 163 особи
- росіяни — 60 осіб
- татари — 22 особи
- киргизи — 9 осіб
- українці — 7 осіб
- корейці — 3 особи
- чеченці — 3 особи
- азербайджанці — 3 особи
- німці — 2 особи
- інші — 42 особи

## Склад
До складу району входять 7 сільських адміністрацій та 3 сільських округи:
| Поселення                            | Площа, км² | Населення, осіб (1989) | Населення, осіб (1999) | Населення, осіб (2009) | Населення, осіб (2021) | Центр     | Населені пункти |
| ------------------------------------ | ---------- | ---------------------- | ---------------------- | ---------------------- | ---------------------- | --------- | --------------- |
| Акжигітська сільська адміністрація   | 424,61     | 2464                   | 2496                   | 2567                   | 2031                   | Акжигіт   | 1               |
| Боранкульська сільська адміністрація | 500,53     | 4266                   | 4913                   | 6310                   | 7277                   | Боранкул  | 1               |
| Єсетська сільська адміністрація      | 221,07     | 592                    | 797                    | 897                    | 771                    | Єсет      | 1               |
| Саргинська сільська адміністрація    | 267,35     | 1112                   | 1137                   | 1348                   | 1543                   | Сарга     | 1               |
| Сингирлауська сільська адміністрація | 400,50     | 1029                   | 897                    | 836                    | 531                    | Сингирлау | 1               |
| Толепська сільська адміністрація     | 127,92     | 745                    | 841                    | 876                    | 966                    | Толеп     | 1               |
| Туриська сільська адміністрація      | 152,22     | 356                    | 518                    | 636                    | 686                    | Туриш     | 1               |
| Бейнеуський сільський округ          | 633,17     | 11913                  | 14299                  | 32452                  | 55842                  | Бейнеу    | 1               |
| Самський сільський округ             | 273,37     | 953                    | 650                    | 716                    | 701                    | Сам       | 2               |
| Таженський сільський округ           | 130,00     | -                      | -                      | 299                    | 237                    | Тажен     | 1               |

## Найбільші населені пункти
Населені пункти з чисельністю населення понад 1000 осіб:
| № | Населений пункт | Населення, осіб (1989) | Населення, осіб (1999) | Населення, осіб (2009) | Населення, осіб (2021) |
| - | --------------- | ---------------------- | ---------------------- | ---------------------- | ---------------------- |
| 1 | Бейнеу          | 11913                  | 14299                  | 32452                  | 55842                  |
| 2 | Боранкул        | 2800                   | 4876                   | 6310                   | 7277                   |
| 3 | Акжигіт         | 1822                   | 1431                   | 2567                   | 2031                   |
| 4 | Сарга           | 1112                   | 1137                   | 1348                   | 1543                   |